# 汉娜·汉查罗娃
汉娜·汉查罗娃（1992年2月11日—），娘家姓哈尔乔娜克（Гарчонак），是一名白俄罗斯女子蹦床运动员。她在七岁时开始练习蹦床，2010年开始代表国家参加成年组赛事。她的丈夫乌拉季斯拉乌·汉查罗是2016年里约奥运男子蹦床冠军得主，两人在2017年底结婚。